# Raleigh Township (Illinois)
Pour les articles homonymes, voir Raleigh Township.
Raleigh Township est un township du comté de Saline dans l'Illinois, aux États-Unis,. En 2010, le township comptait une population de 1 186 habitants.

## Source de la traduction
- (en) Cet article est partiellement ou en totalité issu de l’article de Wikipédia en anglais intitulé « Raleigh Township, Saline County, Illinois » (voir la liste des auteurs).